# 勒维尼欧
勒维尼欧（法語：Le Vignau，法語發音：[lə viɲo]）是法国朗德省的一个市镇，属于蒙德马桑区。

## 地理
勒维尼欧（43°46'41"N, 0°17'19"W）面积11.07 平方千米，位于法国新阿基坦大区朗德省，该省份为法国西南部沿海省份，是法國本土面积第二大的省，北起吉倫特省，西临大西洋，南至大西洋比利牛斯省，东临热尔省，东北与洛特-加龍省接壤。
与勒维尼欧接壤的市镇（或旧市镇、城区）包括：阿杜尔河畔卡泽尔、翁唐克斯、吕萨涅。

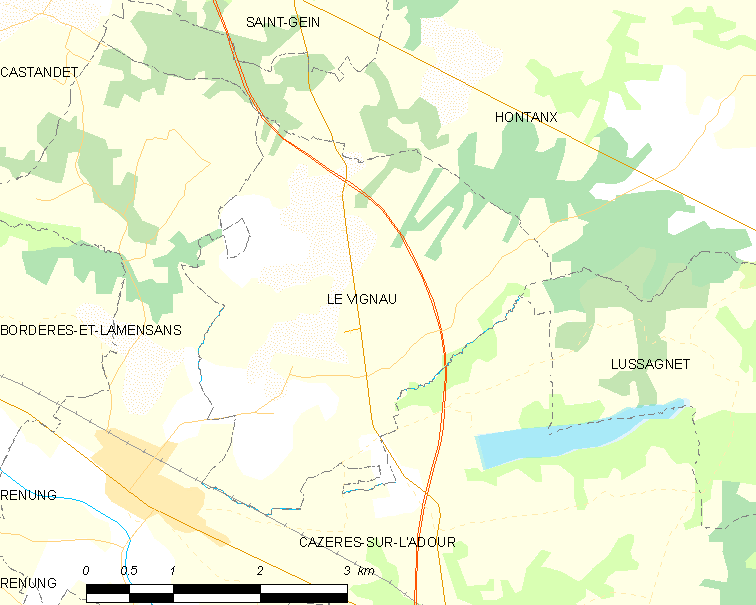
勒维尼欧的OSM定位图

勒维尼欧的时区为UTC+01:00、UTC+02:00（夏令时）。

## 行政
勒维尼欧的邮政编码为40270，INSEE市镇编码为40329。

## 政治
勒维尼欧所属的省级选区为阿杜尔-阿马尼亚克县。

## 人口

1962-2008年间勒维尼欧人口变化图示

勒维尼欧于2022年1月1日时的人口数量为508人。